# 馬爾沃城堡

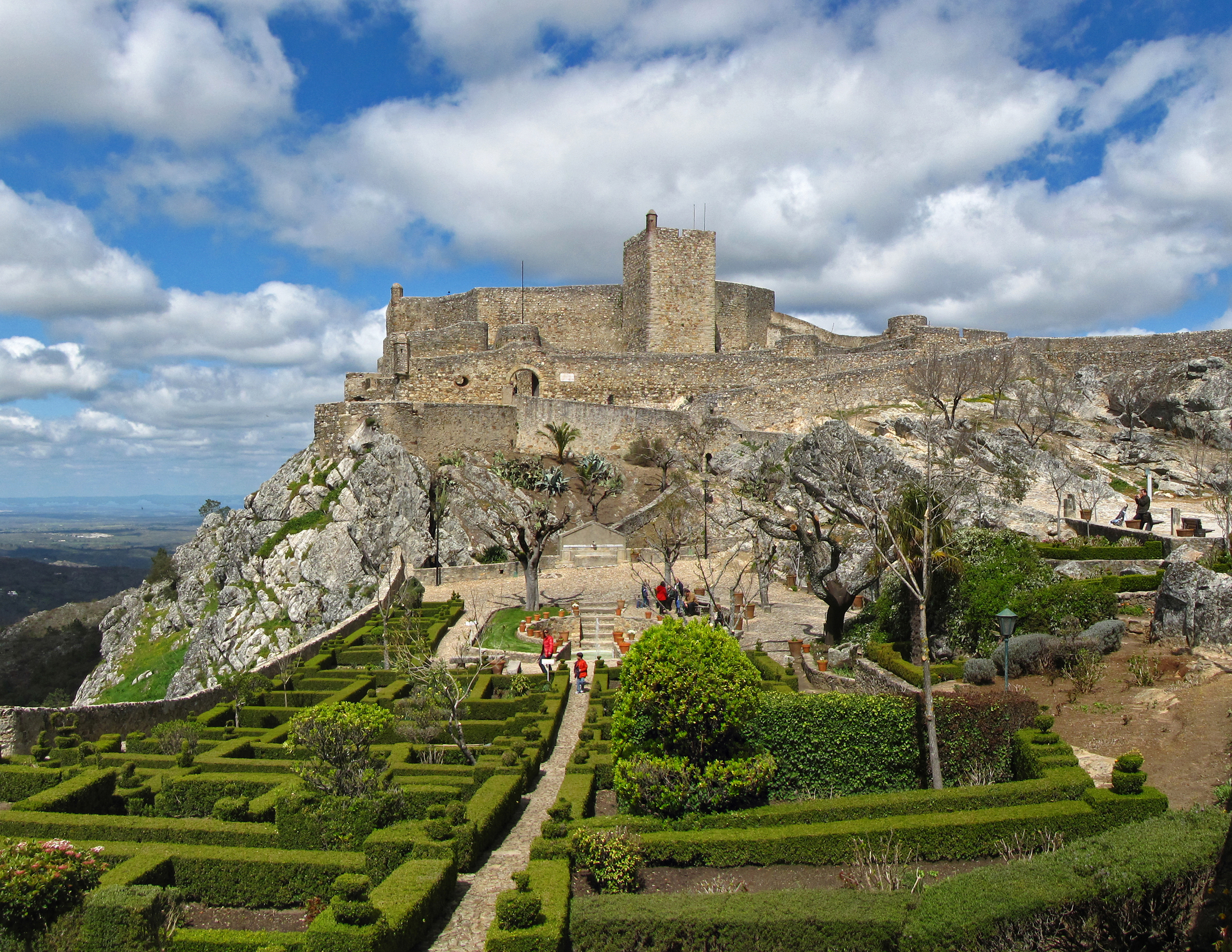

馬爾沃城堡（葡萄牙語：Castelo de Marvão）是葡萄牙的一座保存狀態良好的中世紀城堡。這座城堡位於波塔萊格雷區城鎮馬爾旺。馬爾沃城堡修建於1299年，具有眾多十字軍時代城堡的特徵。